# 落合南長崎駅
落合南長崎駅（おちあいみなみながさきえき）は、東京都新宿区西落合三丁目にある、東京都交通局（都営地下鉄）大江戸線の駅である。駅番号はE 33。新宿区最西端かつ最北端の駅。
豊島区との境界付近に位置し、一部が同区南長崎に跨っている。

## 歴史
- 1997年（平成9年）12月19日：都営12号線の駅として開業[3]。
- 2000年（平成12年）4月20日：都営12号線を大江戸線に改称。
- 2007年（平成19年）3月18日：ICカード「PASMO」の利用が可能となる[4]。

### 駅名の由来
東京都新宿区と豊島区の境界線付近に位置しており、新宿区側の地名が西落合、豊島区側の地名が南長崎であることから。なお、仮駅名は「南長崎」だった。

## 駅構造
島式ホーム1面2線の地下駅。コンコース・ホームはややカーブしている。
開業時は出入口が2か所だったが、2012年3月30日からA2出入口の反対側にA3出入口が開設されて3か所になった。この出入口は商業施設「i Terrace落合南長崎」と直結している。

### のりば
| 番線 | 路線         | 行先             |
| ---- | ------------ | ---------------- |
| 1    | 都営大江戸線 | 六本木・大門方面 |
| 2    | 都営大江戸線 | 練馬・光が丘方面 |

（出典：都営地下鉄:駅構内図）

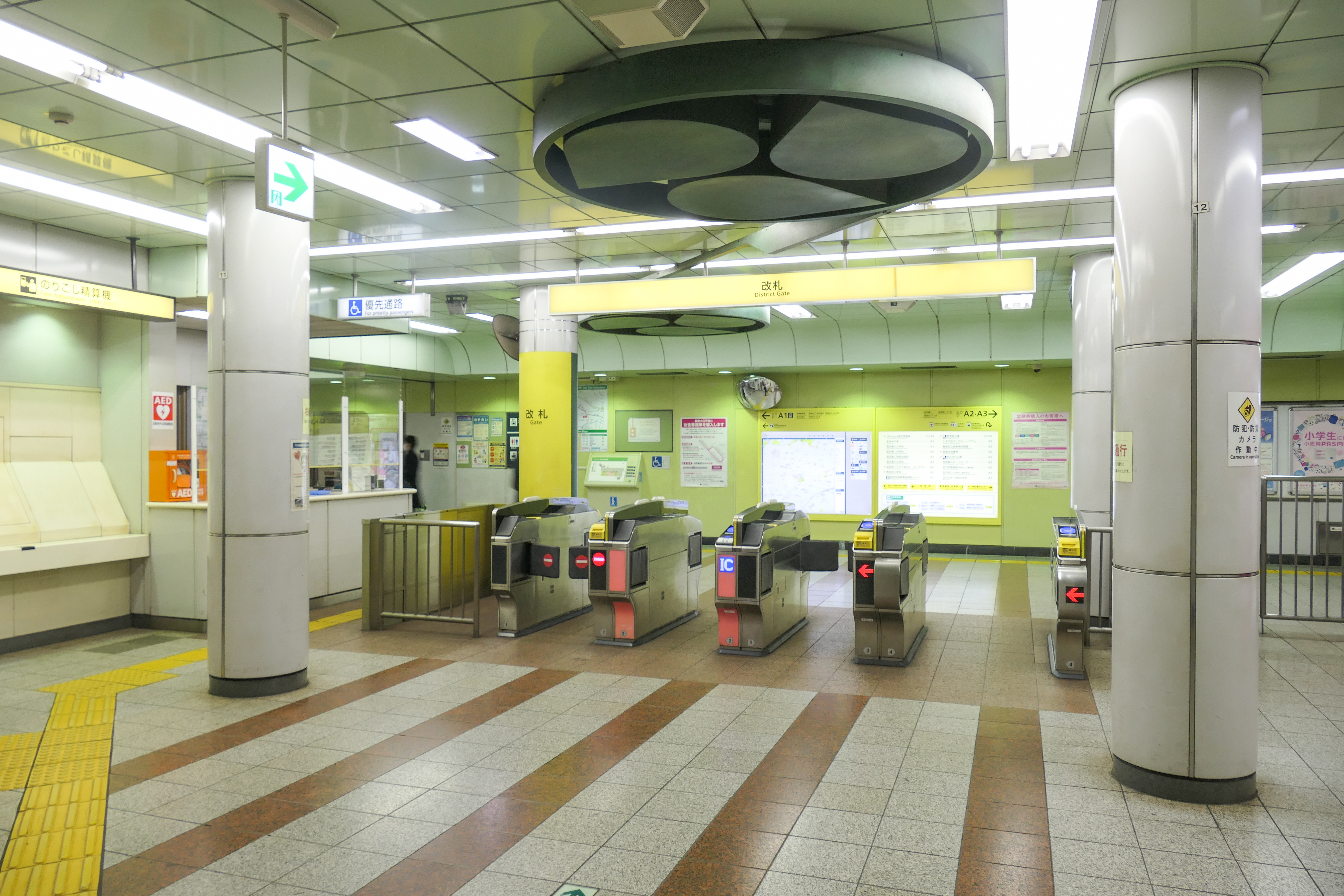
改札口（2023年3月）
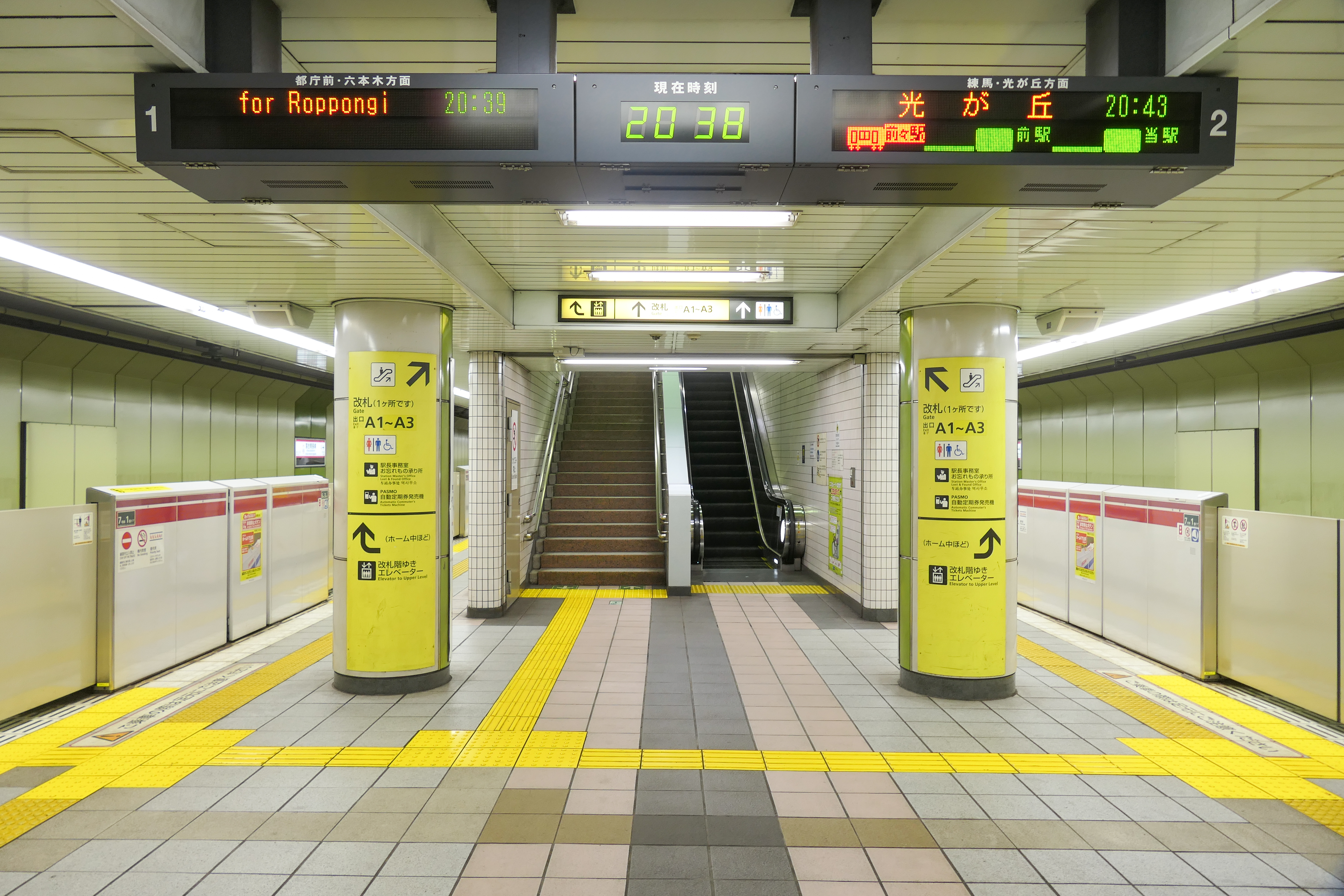
ホーム（2023年3月）

## 利用状況
2023年（令和5年）度の1日平均乗降人員は25,931人（乗車人員：13,066人、降車人員：12,865人）である。開業時には、乗車人員は12,400人/日と見込まれていた。
開業以来の1日平均乗降・乗車人員の推移は下表の通り。
| 年度               | 1日平均 乗降人員 | 1日平均 乗車人員 | 出典     |
| ------------------ | ---------------- | ---------------- | -------- |
| 1997年（平成09年） |                  | 3,738            | [ * 1 ]  |
| 1998年（平成10年） |                  | 4,723            | [ * 2 ]  |
| 1999年（平成11年） |                  | 5,388            | [ * 3 ]  |
| 2000年（平成12年） |                  | 6,447            | [ * 4 ]  |
| 2001年（平成13年） |                  | 7,978            | [ * 5 ]  |
| 2002年（平成14年） | 16,551           | 8,583            | [ * 6 ]  |
| 2003年（平成15年） | 18,029           | 9,250            | [ * 7 ]  |
| 2004年（平成16年） | 18,762           | 9,680            | [ * 8 ]  |
| 2005年（平成17年） | 19,507           | 10,060           | [ * 9 ]  |
| 2006年（平成18年） | 20,192           | 10,408           | [ * 10 ] |
| 2007年（平成19年） | 21,366           | 10,950           | [ * 11 ] |
| 2008年（平成20年） | 21,525           | 11,006           | [ * 12 ] |
| 2009年（平成21年） | 21,378           | 10,928           | [ * 13 ] |
| 2010年（平成22年） | 21,188           | 10,798           | [ * 14 ] |
| 2011年（平成23年） | 20,815           | 10,606           | [ * 15 ] |
| 2012年（平成24年） | 22,875           | 11,594           | [ * 16 ] |
| 2013年（平成25年） | 23,856           | 12,080           | [ * 17 ] |
| 2014年（平成26年） | 24,329           | 12,308           | [ * 18 ] |
| 2015年（平成27年） | 25,251           | 12,774           | [ * 19 ] |
| 2016年（平成28年） | 26,031           | 13,160           | [ * 20 ] |
| 2017年（平成29年） | 27,147           | 13,705           | [ * 21 ] |
| 2018年（平成30年） | 28,006           | 14,144           | [ * 22 ] |
| 2019年（令和元年） | 28,212           | 14,236           | [ * 23 ] |
| 2020年（令和02年） | 21,881           | 11,070           |          |
| 2021年（令和03年） | 22,758           | 11,513           |          |
| 2022年（令和04年） | 24,517           | 12,381           |          |
| 2023年（令和05年） | 25,931           | 13,066           |          |

## 駅周辺

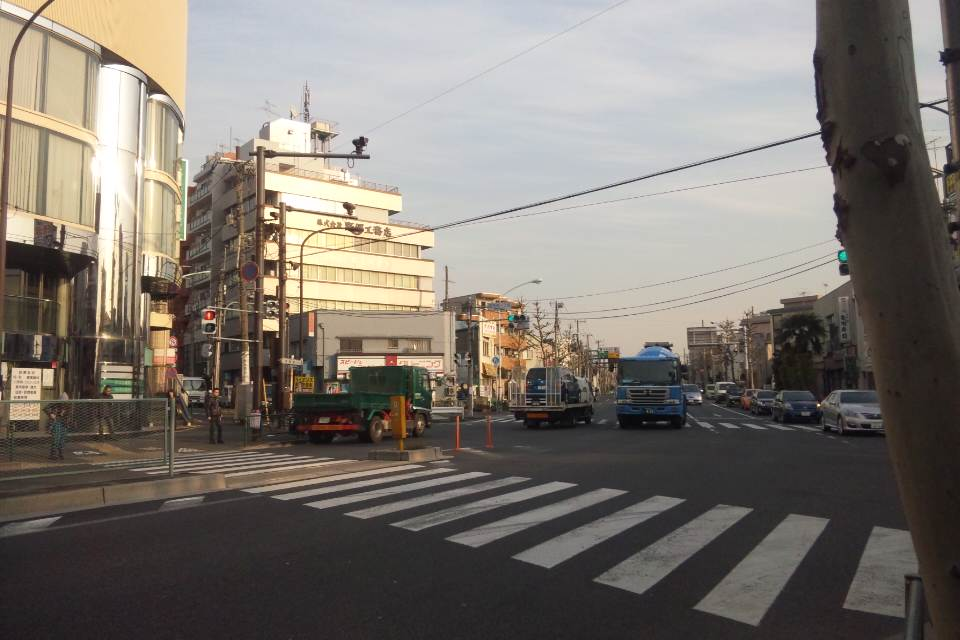
駅前の西落合一丁目交差点（新目白通り・新青梅街道）

- i Terrace落合南長崎 - A3出入口直結
- 東長崎駅（西武鉄道池袋線） - 徒歩約7分
- 猫地蔵
- ケンコー・トキナー - 当駅到着時の最寄り施設案内放送で紹介される。
- 関水金属本社・ ホビーセンターカトー - 同上
- 哲学堂公園
- 野方配水塔
- 新青梅街道（東京都道440号落合井草線）
- 新目白通り（東京都道8号千代田練馬田無線）
- 目白通り（東京都道8号千代田練馬田無線）
- 目白大学
- 新宿区立落合第二中学校
- トキワ荘マンガミュージアム
- トキワ荘通りお休み処
- アストロ&バードショップ シュミット

## バス路線
停留所名は関東バス・国際興業バスが落合南長崎駅、都営バスが落合南長崎駅前である。
のりば1
- 宿02：新宿駅西口行（関東バス）
- 池11：池袋駅西口行（関東バス・国際興業バス）
- 池65：池袋駅東口行（都営バス）

のりば3
- 宿02：丸山営業所行（関東バス）
- 池11：中野駅行（関東バス・国際興業バス）
- 池65：江古田二丁目行・練馬車庫前行（都営バス）

のりば4
- 白61：練馬車庫前行・練馬駅行（都営バス）
- 練68（平日のみ）：練馬駅行（都営バス）

## 隣の駅
東京都交通局（都営地下鉄）
 都営大江戸線
中井駅 (E 32) - 落合南長崎駅 (E 33) - 新江古田駅 (E 34)